# Маніфест Кіра

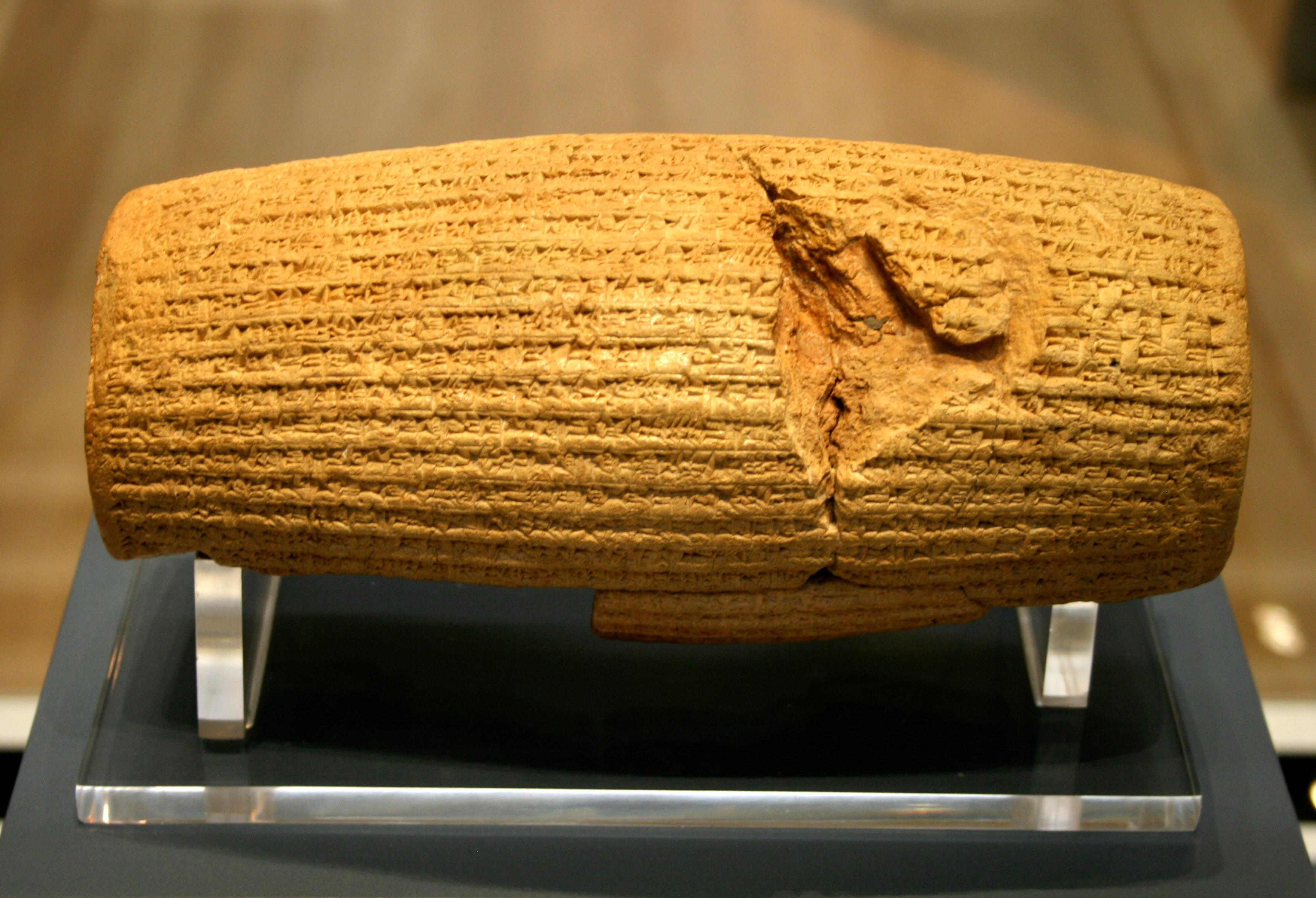
Передня частина циліндра Кіра

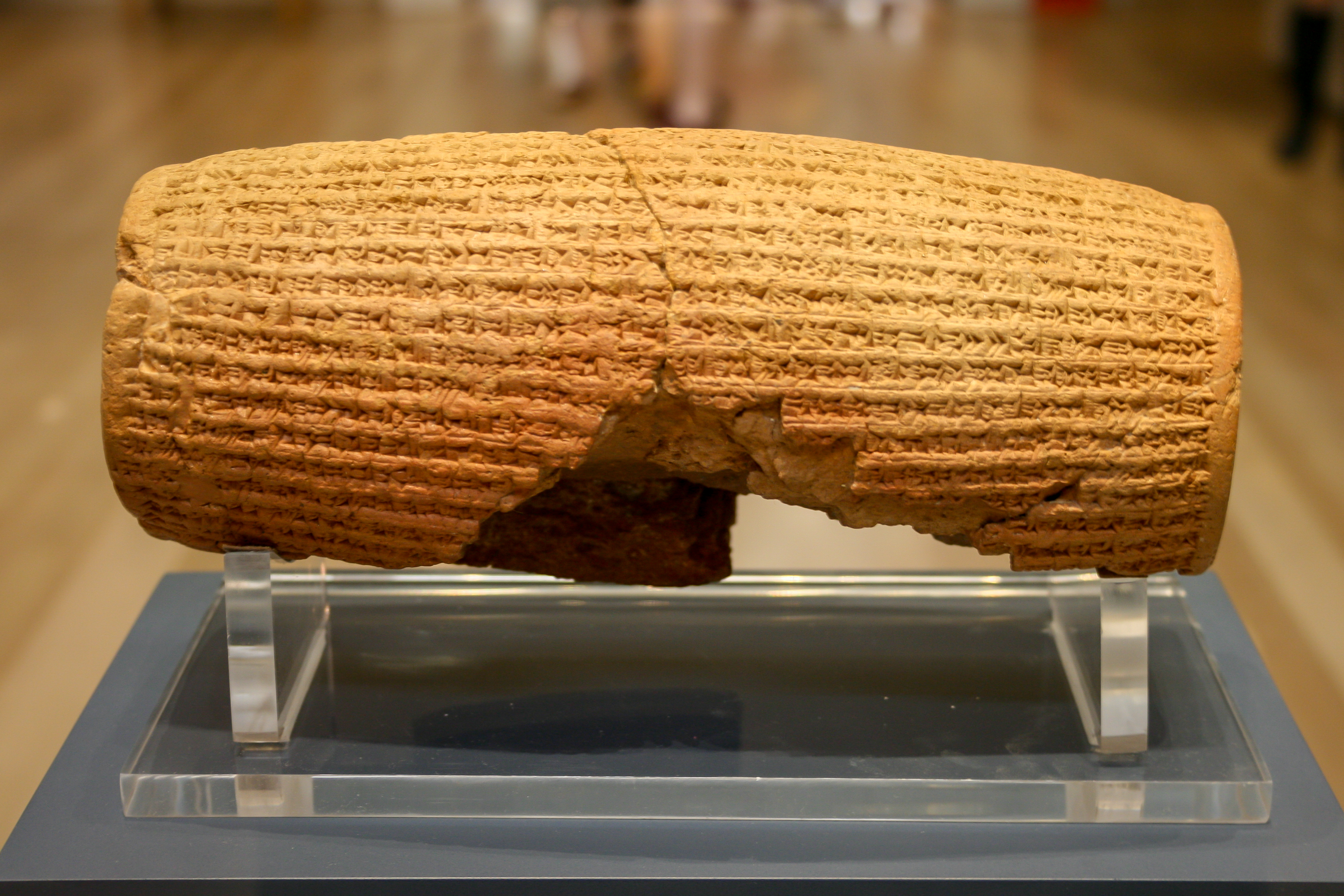
Задня частина циліндра Кіра

Маніфест Кіра або Циліндр Кіра — глиняний циліндр, на якому Кір Великий наказав вибити клинописом список своїх перемог і милостивих вчинків, а також перелік своїх пращурів. Артефакт було виявлено під час розкопок Вавилона 1879 року та передано до Британського музею.
Циліндр набув значної відомості після того, як останній шах Ірану у 1960-их роках проголосив нанесений на нього текст першою в історії декларацією прав людини: Кір висловлювався за скасування рабства та за свободу віросповідання. Шах пообіцяв будувати свою політику відповідно до заповітів засновника перської державності.

## Зміст

Текст циліндра Кіра

У доволі великій передмові маніфесту змальовані «неподобства» вавилонського царя Набоніда й образи, що він їх завдав богу Мардуку, храму Есагіли та Вавилону. Коли терпець бога Мардука урвався, він відшукав Кіра, царя Аншана, доручив йому владу над народами та, зрештою, передав під його опіку Вавилон, народ якого зустрічав його з великою радістю як того, хто позбавив від нечестивого царя Набоніда. Наприкінці маніфесту міститься молитва до вавилонських богів про надання благополуччя Кіру та його сину і спадкоємцю Камбісу. У такому оточенні розміщено власне текст маніфесту, написаний від особи Кіра.
Починається маніфест повною титулатурою Кіра, складеною на вавилонський лад: «Я — Кір, цар безлічі, цар великий, цар могутній, цар Вавилону, цар Шумера й Аккада, цар чотирьох країн світу, син Камбіса, царя великого, царя Аншана, нащадок Теіспа, царя великого, царя Аншана, вічне царственне сем’я, правління якого люблять боги Бел і Набу, влада якого приємна для їхньої сердечної радості». Потім у «Маніфесті» від особи Кіра йдеться, як його численні війська мирно вступили до Вавилона. Після цього доводиться перелік заходів, здійснених Кіром, що цілком підтверджується іншими джерелами.
Кір претендував на роль царя-визволителя, й він виконав свої обіцянки, надані народам, що йому підкорились. Прагнучи до світового панування, Кір добре розумів, що за допомогою одного перського війська лише насильством йому тієї мети не досягти. Він розумів також, що країни стародавньої цивілізації, які стали об’єктом перських завоювань, вражені смертельною хворобою й готові бачити в ньому свого спасителя та цілителя. Кір уміло використав такі обставини, чим і пояснюються як його дивовижні військові успіхи, так і репутація «батька» й «визволителя», що закріпилась за ним у пам’яті не лише персів, але й підкорених ним народів, у тому числі вавилонян, греків та юдеїв.
Кір у «Маніфесті» казав: «Від [……] до Ашшура та Суз, Агаде, Ешнунни, Замбана, Метурну, до меж країни Куті, міст [по той бік] Тигра, житла яких були засновані у глибоку давнину, богів, що жили у них, я повернув на їхні місця та облаштував їхні вічні житла. Я зібрав усіх їхніх людей та повернув до їх поселень. І богів Шумера й Аккада, яких Набонід у гніві володаря богів переніс до Вавилона, за наказом бога Мардука, великого пана, я благополучно помістив до їхніх чертогів, житло радості серця».